# Rue du Quatre-Septembre (Paris)
Pour les articles homonymes, voir Quatre-Septembre.
La rue du Quatre-Septembre, est une rue du 2e arrondissement de Paris.

## Situation et accès
Longue de 520 mètres, elle commence rue des Filles-Saint-Thomas et rue Vivienne et finit place de l’Opéra.
Le quartier est desservi par la ligne 3 à la station Quatre-Septembre.

## Histoire du nom
Cette voie a été baptisée en l'honneur de la date de la proclamation de la Troisième République le 4 septembre 1870.

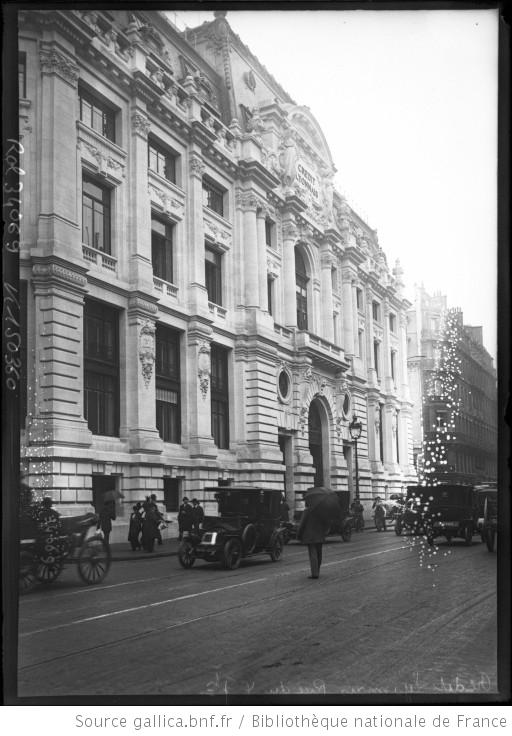
Nos 16-18 : Le Centorial, vers 1910.

Son ouverture est décrétée par Napoléon III le 24 août 1864. Les travaux de percement de cette voie, initialement appelée « rue Réaumur Prolongée », sont réalisés en 1868.
Par décret du 18 août 1869, la nouvelle voie est dénommée « rue du Dix-Décembre », célébrant ainsi le 10 décembre 1848, jour de l'élection triomphale du prince Louis-Napoléon Bonaparte à la présidence de la République.
Après l'annonce de la captivité de l'Empereur et la proclamation de la République française, elle est renommée « rue du Quatre-Septembre » par arrêté du maire de Paris, Étienne Arago, le 12 septembre 1870. Elle est ensuite appelée « rue du Dix-Huit-Mars » pour célébrer le début de la Commune, puis, après la chute de celle-ci, la « rue sans-nom », avant de recevoir plus tard son nom actuel de rue du Quatre-Septembre .

## Bâtiments remarquables et lieux de mémoire

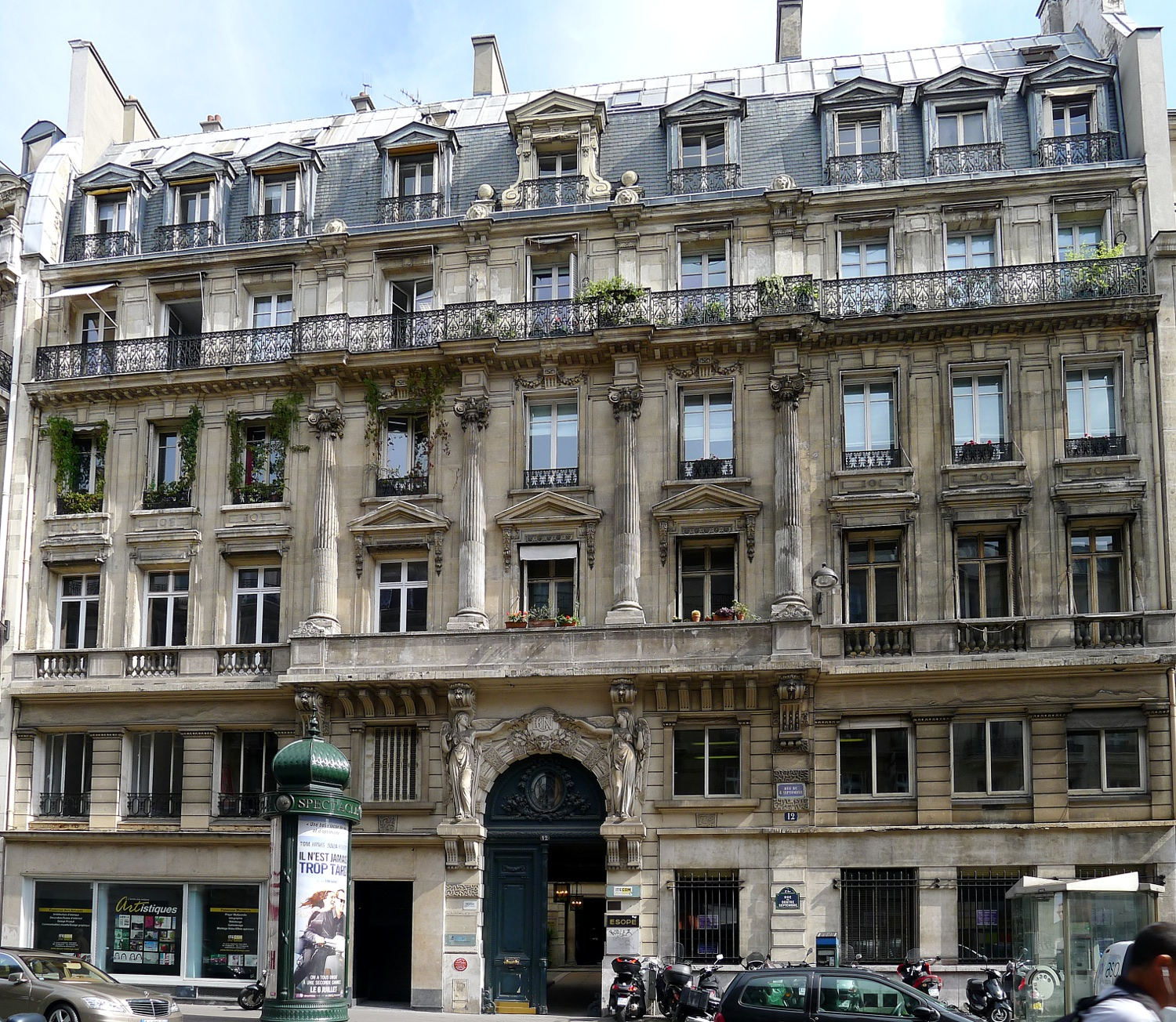
No 12.

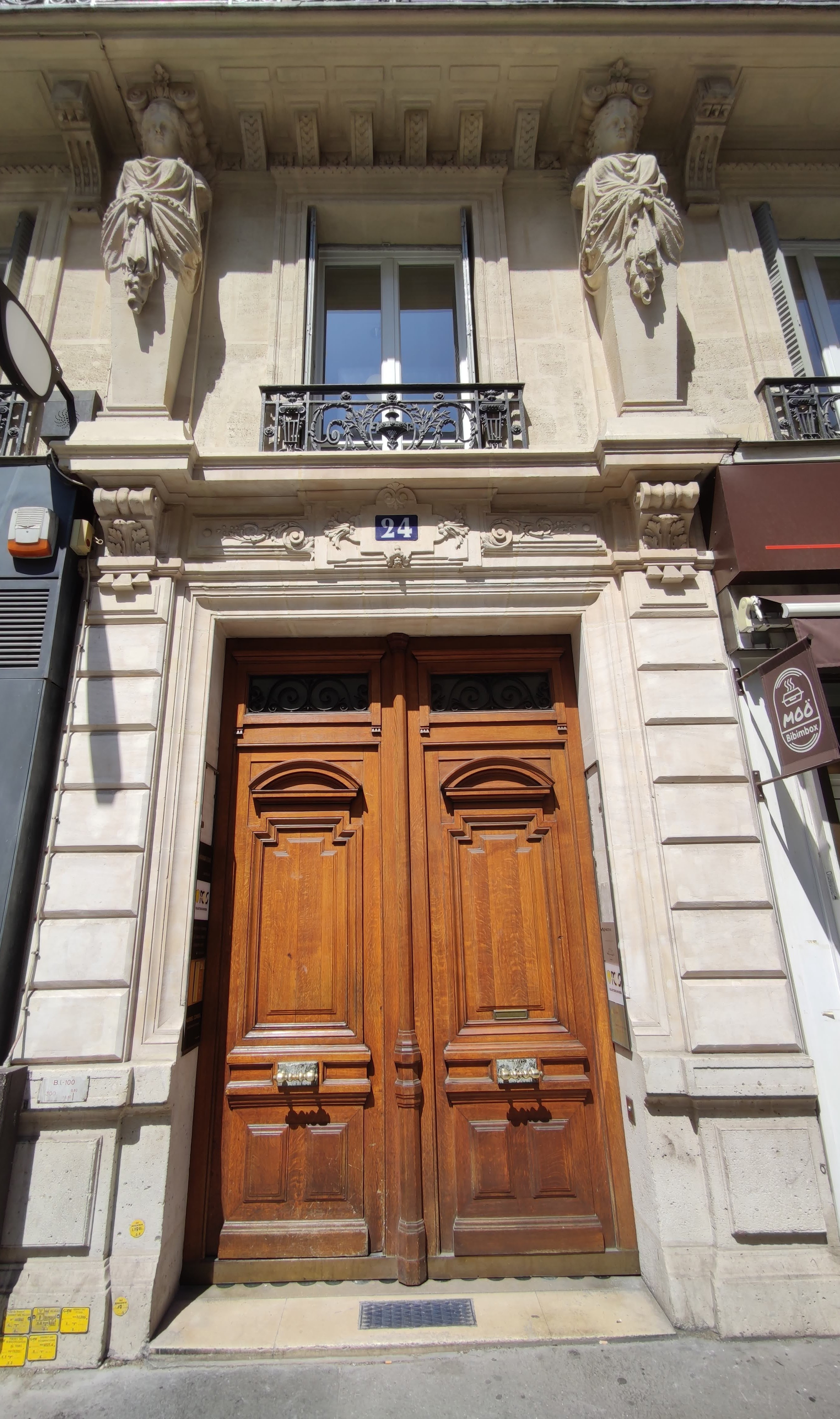
No 24 : entrée et cariatides.

- No 1 : un restaurant Bouillon Duval s'y trouvait au XIXe siècle, au coin avec la rue des Filles-Saint-Thomas (no 7).
- Nos 16-18 : Le Centorial, ancien siège central du Crédit lyonnais, construit entre 1875 et 1913,  Inscrit MH (1989)[2] ; plusieurs architectes ont contribué à cette réalisation, le premier d’entre eux étant William Bouwens van der Boijen, aidé par son fils Richard ; la façade donnant sur la rue du Quatre-Septembre date de 1912 et est l’œuvre de Victor Laloux ; les façades, les toitures sur rue, le grand escalier, la salle du Conseil, les halls et les vestibules sont protégés[3]. Le 5 mai 1996, l’édifice est endommagé par un gigantesque incendie. La partie située rue du Quatre-Septembre et rue de Choiseul est notamment touchée, les dégâts étant évalués à plusieurs centaines de millions de francs[4]. Une possible origine criminelle à ce sinistre est évoquée à plusieurs reprises[5],[6].
- Nos 23-27 : anciens grands magasins de la Paix.
- No 24 : cariatides engainées au-dessus de l’entrée.
- No 25 : façade ornée de cariatides en buste[7].
- No 31 : magasin de vente des Cycles Clément dans les années 1890.

## Pour approfondir